# Elytrophorus
Elytrophorus is een geslacht uit de grassenfamilie (Poaceae). De soorten van dit geslacht komen voor in Afrika, Azië en Australazië.

## Soorten
Van het geslacht zijn de volgende soorten bekend: 
- Elytrophorus africanus
- Elytrophorus globularis
- Elytrophorus interruptus
- Elytrophorus spicatus